# Brazilica Festival
O Brazilica Festival é a maior celebração da cultura brasileira no Reino Unido, realizado anualmente em Liverpool, Inglaterra, desde julho de 2008. É produzido pela Liverpool Carnival Company, uma organização que opera como uma instituição de caridade registrada desde 2007. O festival teve início durante o reinado de Liverpool como Capital Europeia da Cultura em 2008, quando um desfile de carnaval no estilo do Rio de Janeiro percorreu as ruas da cidade. Em seu formato atual, o festival consiste em uma celebração de uma semana da cultura brasileira, incluindo eventos de música, arte, gastronomia, cinema e dança que ocorrem em locais fechados em toda a cidade e que se estendem até uma festa de carnaval de rua ao ar livre no centro da cidade, que ocorre na Williamson Square, e um desfile de carnaval de samba.

## História
A Escola de Samba de Liverpool foi criada pelo casal Roger e Maeve Morris em 1995. A escola se apresentou no Carnaval do Rio em 2000 e queria levar um pouco da magia do Carnaval para as ruas de sua própria cidade. Em 2007, a equipe de criação criou a Liverpool Carnival Company com o objetivo de realizar um evento de carnaval no ano seguinte.

### 2008–2010
O primeiro desfile oficial de carnaval foi realizado no sábado, 2 de agosto de 2008, como parte das comemorações da Capital Europeia da Cultura, com a participação de mais de 500 artistas do Reino Unido, Brasil (Mangueira), Holanda, Irlanda, Alemanha e Espanha. O desfile levou a uma festa de rua noturna realizada no icônico local de música de Liverpool, The Picket. Um evento semelhante foi realizado no sábado, 1º de agosto de 2009 e no sábado, 17 de julho, um pouco mais cedo, em 2010. Em 2010, foi realizado o primeiro concurso de Rainha do Carnaval, que se tornou um evento anual popular no calendário do festival.
'Participantes do desfile de 2010:
- Sambatuc (Paris)
- Paraiso School of Samba (Londres)
- Oyá Batucada (Birmingham)
- Republic of Swing (Manchester)
- Cordoa de Ouro Capoeira (Liverpool/Manchester)
- Oxiris (Wirral)
- Manchester School of Samba
- Batala Liverpool
- Liverpool Samba School
- St Peter and Paul’s Samba Group (Widnes)

### 2011-2012

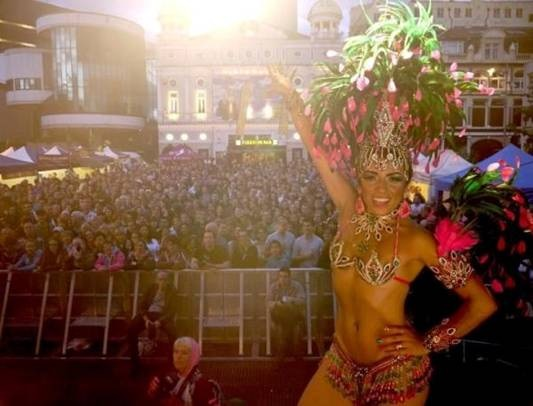
Multidão na Williamson Square no Festival Brazilica 2012

Em 2011, decidiu-se expandir o desfile anual para um fim de semana de atividades que celebrassem a cultura do Brasil com mais profundidade. Foi a partir desse momento que o festival ficou conhecido como “Brazilica”.
Um dos acréscimos mais notáveis ao festival foi o posicionamento de um palco de música, um festival de comida latino-americana e um mercado no centro da cidade, na Williamson Square, que ocorreu no mesmo dia do desfile anual de carnaval. Em vez de terminar no The Picket (como nos anos anteriores), o desfile chegou ao fim na Williamson Square, onde os artistas subiram ao palco para encerrar o festival.
Em antecipação à Copa do Mundo da FIFA 2014 no Brasil, o festival também promove uma Zona de Futebol na área de Clayton Square, no centro da cidade. O programa tem sido realizado pelo Liverpool F.C., Liverpool AFC, Liverpool Homeless FC e escolas de futebol brasileiras desde 2011.
O festival também continuou a sediar seu concurso anual de dança Carnival Queen e, em 2011, sediou seu evento inaugural Carnival Ball. Ambos continuam sendo eventos anuais populares que ocorrem durante o festival.
Em 2012, o Brazilica Festival se uniu ao Festinho para abrir o fim de semana com uma noite de boate na Cream Nightclub, com DJs como Norman Jay e DJ Marky.
Em 2012, o festival atraiu mais de 80.000 visitantes, tornando-se oficialmente o maior Carnaval de Samba do Reino Unido.

### 2013–2019
Em outubro de 2012, foi anunciado que o Brazilica 2013 se expandiria para um festival cultural de uma semana, que aconteceria de sexta-feira, 12 de julho, a sexta-feira, 19 de julho de 2013, e que o Carnaval e o desfile anual de samba no centro da cidade aconteceriam no sábado, 20 de julho de 2013.
Participantes do desfile de 2013:
- Sargento Pimenta (Rio de Janeiro)
- Paraiso School of Samba (Londres)
- London School of Samba (Londres)
- Rhythms of the City (Londres)
- Liverpool Samba School (Liverpool)
- Manchester School of Samba (Manchester)
- Hull Samba (Kingston upon Hull)
- Oxiris (Wirral)
- Karamba Samba (Chester)
- Grupo Sambafriq (Chorley)
- Batala Liverpool (Liverpool)
- Arco Iris (Cambridge)
- Oya Batucada (Birmingham)
- Nottingham School of Samba (Nottingham)

### 2020–2021
O festival deveria ter ocorrido de 10 a 12 de julho de 2020, mas foi adiado para 10 de julho de 2021 devido à pandemia do coronavírus, uma data que foi adiada pelo mesmo motivo.